# 國際同伴動物管理聯盟
國際同伴動物管理聯盟（英文：International Companion Animal Management Coalition，縮寫：ICAM）為一非營利、非政府的國際動物保護組織，致力於研究有效提升與改善同伴動物福利之策略。

## 組成
ICAM是由世界動物保護組織（WSPA）、國際人道協會（HSI）、國際愛護動物基金會（IFAW）、英國皇家防止動物虐待協會國際部（RSPCA International）、英國動物福利大學聯盟（UFAW）、世界小動物獸醫協會（WSAVA）及國際狂犬病控制聯盟（ARC）等組織代表共同組成。

## 成立目的
促進各國的相關動物保護組織之間對處理流浪動物問題之資訊、知識與經驗交流，帶動各國組織共同進步與成長，以達到完善流浪動物族群管理技術、提升動物福利、營造人與同伴動物和諧共存的環境。

## 宗旨與理念
ICAM認為，犬只管理是地方或中央政府的責任，不應該鼓勵或試圖使從事動物保護工作的非政府組織完全承擔責任，而是應該要在有足夠資源支持的前提下，通過合作的形式承擔部分工作。但是，非政府組織在指導、幫助政府制定相關政策時扮演著重要角色。因此，非政府組織有必要了解如何才能制定完善的犬隻管理策略。
在執行流浪犬數量管理方案時，必須以人道的方式進行，以改善流浪犬的整體福利為最終目的。另外，考量到不同地區流浪犬問題各不相同，執行者應該因地制宜，針對流浪犬的來源以及所衍生的問題制定對應的管理策略，多管齊下，以全面性的策略觀來解決問題。ICAM也建議，在制定管理方案時應根據管理目標訂立合適的測量指標，並且在方案執行期間定期收集相關數據，以監測和評估介入前後的成效，並且隨時作出調整和改善，如此於日後的政策倡議及對外宣導可更具有說服力。